# María del Carmen Camacho
María del Carmen Camacho García es una ganadería española de toros de lidia perteneciente a la Unión de Criadores de Toros de Lidia y cuyas reses pastan en las fincas "La Quinta" y "El Machorro", en Medina Sidonia (Cádiz), dentro de la conocida como Ruta del Toro. Se trata de una camada de origen portugués, fundada en 1850, y que perteneció a la Casa Real de Portugal —anunciándose como ganadería del Duque de Braganza— hasta 1910, cuando se vende. Así, el hierro de esta ganadería es una corona real cerrada y su divisa está formada con los colores verde y plata.
La ganadería adquirió antigüedad el 8 de junio de 1913, primera vez que lidió una corrida completa en la Plaza de toros de Madrid. Aquella corrida estuvo estoqueada por los diestros Antonio Boto "Reguerín", Rodolfo Gaona y Francisco Madrid.

## Historia

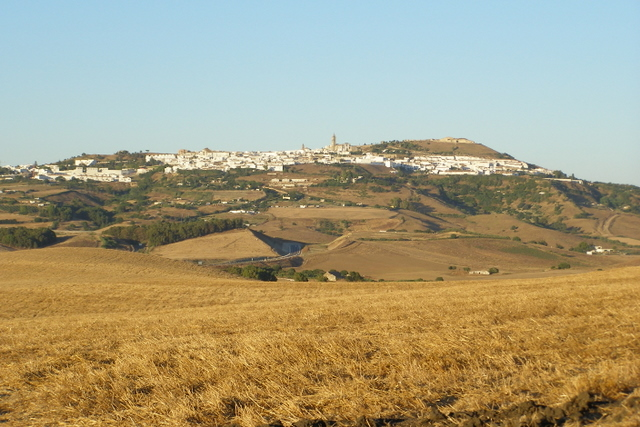
Medina Sidonia, donde se encuentra la ganadería Carmen Camacho

En 1830, el rey Fernando VII de España se hacía ganadero de bravo tras adquirir las reses del difunto Vicente José Vázquez. En esos años, el monarca español regalaba a su sobrino, Miguel de Braganza, rey de Portugal, un lote de cincuenta vacas y de dos sementales; pasando a crear la Real Vacada de Portugal, la cual terminaría anunciándose como Ganadería del Excmo. Sr. Duque de Braganza.
Tras la proclamación de la República de Portugal, el 5 de octubre de 1910, la familia real lusa vende la ganadería al sevillano Antonio Flores Íñiguez. En 1929, ésta pasaría a manos de Ramón Ortega Velázquez, quien, a su vez, se desharía de ella en 1940. Será entonces cuando el hierro pase a manos de Francisco Chica Martínez ("Curro Chica") quien la mantendrá hasta su muerte, en el año 1955.
En 1995 la antigua ganadería del Duque de Braganza se dividirá en dos grandes lotes: uno que lo adquirirá Álvaro Domecq y Díez, con lo que conformaría parte del hierro de Torrestrella; y un segundo que lo comprará Manuel Camacho Naveda. Será este último quien se haga con el antiguo hierro luso para herrar a sus astados y quien introduzca cambios sustanciales en la ganadería a partir del año 1968.
En este año, como sostiene García Sánchez, Manuel Camacho adquirirá un lote de sesenta vacas y dos sementales a Carlos Núñez Manso, refrescando todo lo anterior de origen veragüeño. Desde la muerte del ganadero, en 1983, la ganadería pasará a manos de doña María del Carmen Camacho y, posteriormente, a su hija, doña Silvia Meléndez Camacho; quien mantiene el encaste Núñez por la rama vistahermoseña de Barbero de Utrera-Arias Saavedra.

## Toros célebres
- Ramillete, n.º 46, lidiado en la Plaza de toros de Granada el 28 de mayo de 1970 por Francisco Rivera "Paquirri", premiado con la vuelta al ruedo y al que le cortó las dos orejas y el rabo.[5]
- Colombiano, n.º 77, lidiado en la Plaza de toros de Granada el 9 de junio de 1982 por José Fuentes, premiado como toro más bravo de la Feria del Corpus.[6]
- Canastón, n.º 17, lidiado en la Plaza de toros de Colmenar Viejo el 28 de agosto de 1985 por José Antonio Campuzano, premiado con la vuelta al ruedo.[7]
- Amparador, n.º 14, negro bragado, de 510 kg, lidiado en la Plaza de toros de Albacete por Manuel de Paz, premiado como toro más bravo de la feria por la Delegación de Cultura de la Junta de Comunidades de Castilla-La Mancha.[8]
- Distinguido, n.º 70, negro salpicado, 511 kg, lidiado en la Plaza de toros de Burgos por Juan Antonio Ruiz "Espartaco" el 1 de julio de 1991, premiado con la vuelta al ruedo en el arrastre.[9]
- Desnarigado, n.º 72, lidiado en la Plaza de toros de Las Palomas (Algeciras, Cádiz) el 2 de julio de 1998 por Miguel Báez "El Litri"; siendo premiado con la vuelta al ruedo.[10]